# Małachowo (rejon kurski)
Małachowo (ros. Малахово) – wieś (ros. деревня, trb. dieriewnia) w zachodniej Rosji, w sielsowiecie kamyszynskim rejonu kurskiego w obwodzie kurskim.

## Geografia
Miejscowość położona jest w dorzeczu Tuskara (prawy dopływ Sejmu), 8 km od centrum administracyjnego sielsowietu (Kamyszy), 13 km na północny wschód od centrum administracyjnego rejonu (Kursk), 14 km od drogi magistralnej (federalnego znaczenia) M2 «Krym».
We wsi znajduje się ulica Nowaja i 76 posesji.
Klimat
Miejscowość, jak i cały rejon, znajduje się w strefie klimatu kontynentalnego z łagodnym ciepłym latem i równomiernie rozłożonymi opadami rocznymi (Dfb w klasyfikacji klimatów Köppena).

## Demografia
W 2010 r. wieś zamieszkiwało 157 osób.